# Cratere Atwood
Atwood è un cratere lunare di 28,64 km situato nella parte sud-orientale della faccia visibile della Luna.